# Wollongong Hawks 2005-2006
I Wollongong Hawks 2005-2006 hanno preso parte al campionato di National Basketball League. La squadra si è classificata al terzo posto in stagione regolare, venendo eliminata ai quarti di finale dei playoff.
| Wollongong Hawks Rosa 2005-2006 |               |                          |                         |                                         |
| Head Coach: Brendan Joyce       |               |                          |                         |                                         |
| A                               | 54            | Stati Uniti (bandiera)   | Adam Ballinger (FA)     | (Indiana;Michigan State University)     |
| G                               | 32            | Australia (bandiera)     | Mathew Campbell (FA)    | (VIC;Towson State University)           |
| G                               | 20            | Australia (bandiera)     | Ben Castle              | (NSW)                                   |
| A                               | ?             | Stati Uniti (bandiera)   | Casey Frank             | (New York; Northern Arizona University) |
| G                               | 1             | Stati Uniti (bandiera)   | Cortez Groves           | (Missouri;Kansas State University)      |
| G                               | 14            | Australia (bandiera)     | John Phillip            | (VIC;Australian Institute of Sport)     |
| A                               | 24            | Australia (bandiera)     | Troy Pilon (FA)         | (NSW)                                   |
| C                               | 8             | Nuova Zelanda (bandiera) | Tony Rampton            | (NZ;Iowa State University)              |
| G/A                             | 12            | Australia (bandiera)     | Glen Saville - Capitano | (VIC)                                   |
| (FA) - libero                   | (FA) - libero | (FA) - libero            | (FA) - libero           | Wollongong Hawks                        |